# كوه سرك العليا (كوهمرة خامي)
کوه سرك العليا (بالفارسية: کوه سرک علیا) هي قرية تقع في إيران في قسم كوهمرة خامي الريفي. يقدر عدد سكانها بـ 19 نسمة بحسب إحصاء 2016.